# Забалківський цвинтар
Забалківський цвинтар — один з найстаріших некрополів Херсона. Виник у районі Забалка у XVIII-XIX ст. Нині знаходиться у Корабельному районі міста Херсона. Найстаріше зі збережених поховань датується 1806 р.  

## Історія цвинтаря

Передмістя Забалка на поштовій листівці початку ХХ ст.

Забалківський цвинтар виник на межі XVIII-XIX ст. Назва цвинтаря походить від місцевості, яку тутешні мешканці називали по-українські "За балкою", тобто за глибоким ровом, що відмежував це передмістя від міста Херсона.  
Спершу цвинтар не мав християнської ділянки і був поділений на єврейське і караїмське кладовища. Так відображено на плані міста Херсона 1872 року. Єврейська ділянка Забалківського цвинтаря також називалась Старим єврейським кладовищем і була першим найдавнішим місцем поховання євреїв у Херсоні. Старе єврейське кладовище не збереглось, сьогодні це ділянка між вулицями Куйбишева і Овражною, що забудована приватними котеджами.
З розвитком цвинтаря його територія розширилась з іншого боку Старо-цвинтарної вулиці, яка стала проходити прямо через некрополь. Нова ділянка була більшою за дві старі разом узяті, це вже був християнський цвинтар.  
У приміщенні, яке нині займає середня школа № 5, розташовувався тимчасовий шпиталь, у якому розміщували поранених, що прибували з Севастополя у роки Кримської війни 1853-1856 рр. Ховали померлих біля мурованої огорожі шпиталя. Саме тут був сформований Ратницький цвинтар, де спочивають загиблі в боях різних воєн і померлі від ран у шпиталях. Походження назви пов'язують із тим, що серед похованих переважали ополченці. 
Над братською могилою встановили спочатку дерев'яний, a згодом кам'яний xpecт з написом: «Здесь покоица прах братст абороны Севастополя 1855 г.». У 1920-х роках цей хрест було демонтовано.  
У роки Кримської війни у церкві Святого Миколая співали захисників Севастополя, які померли в херсонських шпиталях. На початку XX століття храм був розширений за рахунок прибудови до нього з півночі та з півдня болів Святого Серафима Саровського та Казанської Ікони Божої Матері.  
На цвинтарі є окрема ділянка поховань воїнів, полеглих у боях за Херсон у роки Радянсько-німецької війни. Ця невеличка ділянка, у порівнянні з рештою цвинтаря, знаходиться в досить доброму стані. 
Власне ділянка, що збереглась - це християнська ділянка, котра зараз називається Забалківський цвинтар. У 1964 році цвинтар був закритий а його територія вже частково забудована.
У 1960-1990-х роках на кладовищі неодноразово знаходили трупи непохованих осіб: як вбитих, так і померлих природною смертю. 

## Втрачені поховання
Васильєв Олександр Харитонович (1895 — † 22.02.1918) — херсонський міщанин, розстріляний під час більшовицького панування у Херсоні. 
Письменний Григорій Георгійович (1898 — † 22.02.1918) — херсонський міщанин, розстріляний під час більшовицького панування у Херсоні. 
Гервасій Петрович Руденко (1895 — † 08.08.1919) — підхорунжий Добровольчої армії. Вбитий з необережності. 

## Сучасний стан

Ракурс на Забалківський цвинтар з вулиці Смольної на Запорізьку.

Цвинтар, за довгі роки бездіяльності, став пусткою та піддався значному розоренню. Нині Забалківський цвинтар — це зарослий високою травою пустир з окремими напівзруйнованими пам'ятниками та хрестами. Єдина ділянка цвинтаря, що зберігається у пристойному стані — могили воїнів РСЧА періоду Другої світової війни.     

## Легенди і перекази
Серед місцевих мешканців, як і серед херсонців заголом, надзвичайно поширені легенди про привидів, що мешкають у приватних садибах, збудованих у 1970-1990-х роках на одній з частин кладовища. Оповідачі стверджують, що оскільки ексгумації поховань не відбулось — нові будинки будували в буквальному сенсі "на кістках". Як наслідок — власників будинків постійно переслідують нещастя, загодовкі летальні випадки, хвороби тощо. Доведеним і визнаним фактом є те, що від низки будинків, що розташовані на колишній частині цвинтаря, власники намагаються позбутися усіма можливими засобами. Дехто продав житло за безцінь, інші просто виїхали, лишивши нерухомість на самозаселення циган і безхатьків. В центрі цих легенд будинок №2 по вулиці Сумській.